# Tetramesa nepe
Tetramesa nepe är en stekelart som först beskrevs av Walker 1844.  Tetramesa nepe ingår i släktet Tetramesa och familjen kragglanssteklar. Inga underarter finns listade i Catalogue of Life.